# Namban Boshi
Namban Boshi é uma peça proveniente do Japão e a sua origem, tal como o adjectivo namban sugere, remonta algures entre o final do período Momoyama e o começo do Edo. Mais concretamente, esta peça encontra‐se datada de cerca do ano de mil e seiscentos da nossa era. É feito de papel japonês (washi) e laca (urushi) e apresenta as dimensões de vinte centímetros e meio por quarenta e cinco. Nos nossos dias ela pode ser vislumbrada, em Lisboa, enquanto parte da exposição permanente da colecção, na qual detém o número de inventário MO/0555, do Museu do Oriente.

## Namban boshi

### Descrição
Esta peça é fabricada em camadas de papel e laca aplicadas de forma alternada. O seu interior apresenta uma tonalidade dourada que contrasta com a tonalidade castanha do exterior, “que deveria ser originalmente de um preto lustroso”. Na área que ficaria mais visível quando usado podemos observar um emblema familiar (mon) conhecido como Maru ni Tachi Omodaka mon e que teria sido utilizado por diferentes famílias de daimios (daimyō) que estabeleceram relações com os portugueses então por terras nipónicas.
O seu aspecto híbrido, “o que lhe confere maior singularidade”, é conseguido pelas sugestões para as quais cada um dos elementos que o compõem nos remetem. Por um lado, o corpo central, no qual se encaixa a cabeça que o usa, em forma de barbatana, conduzindo‐nos para a tipologia dos elmos (kabuto) utilizados pelos samurais entre os séculos XV e XVII. Por outro, a aba, que contorna o corpo central, remetendo‐nos para as capotas utilizadas pelos portugueses, sobretudo pelo seu ondulado lembrando um tecido. Igualmente, esta aba poderá ser descrita como se fosse o elemento do kabuto cuja função é o resguardo do pescoço do guerreiro que se levanta e passa a estar horizontal e já não vertical, perdendo dessa forma a sua componente de protecção.

### Técnica da laca
A arte de trabalhar a laca tem a origem na China, sendo mais tarde transportada para o Japão, onde foi adoptada e modelada segundo as suas próprias tradições. Esta técnica, a laca, trata‐se da seiva extraída da árvore rhus vernifera. É um material bastante apreciado pela sua beleza e, em simultâneo, pelas suas características de resistência aos danos do quotidiano, ao calor e ao contacto com substâncias corrosivas, sofrendo apenas da perda de cor através do exposição directa à luz solar. A sua tonalidade é inicialmente cinzenta e, uma vez em contacto com o ambiente, adquire a característica cor preta pela qual nos é bastante mais familiar. Pode igualmente adquirir outros resultados ao nível da cor, embora para tal seja necessária a adição de diferentes pigmentos.
A aplicação da laca decorre ao longo de três fases: a preparação da base; a sobreposição de finas camadas de laca e; a decoração da superfície. A existência de um bom suporte é fundamental neste processo, pois sem o qual a fixação fica comprometida, podendo mesmo a laca sofrer danos irreparáveis. Uma vez colocada a primeira camada, é necessário esperar pelo seu endurecimento para que possa ser polida, o que permitia que a superfície permanecesse plana e livre de imperfeições, viabilizando assim a colocação de uma nova camada. Esta técnica pode ser aplicada num leque variado de materiais, como, por exemplo, “madeira, metal, cestaria, couro e têxteis” para se obter uma gama não menos ampla de objectos artísticos e utilitários, conferindo‐lhes um revestimento decorativo e protector.
Visualmente, apresenta um brilho que poderá ir do fosco ao muito brilhante, consoante o acabamento desejado. Trata‐se de um trabalho no qual uma peça de qualidade poderia necessitar de algumas dezenas de camadas antes de ser passado ao artista que executaria a decoração da superfície. É, pois, uma técnica que permite conferir aos objectos “um carácter raro, e não poucas vezes precioso”. Por outro lado, a própria laca “não tem valor significativo, mas o mesmo não se pode dizer da sua técnica ou execução”.
A laca japonesa (urushi) utilizada na manufactura do namban boshi distingue‐se dos demais tipos e técnicas de laca pelo facto de se apresentar bastante mais dura e resistente. Como base estrutural é utilizada papel japonês (washi), um material não muito recorrente para aplicação da laca. Existe um número invariável de técnicas associadas à laca, que os japoneses exploraram ao máximo. A laca foi usada como suporte de pintura, material de escultura e até como adesivo. Esta sua propriedade adesiva permitia adicionar à superfície da laca pós de ouro e prata (maki‐e). Dentra da técnica maki‐e existem três subtécnicas principais organizadas de acordo com o tipo de grão do metal aplicada, hiramaki‐e, takamaki‐e e togidashi, verificando‐se para o caso do namban boshi o uso da primeira dessas. A aplicação desta técnica observa‐se no mon e na parte interior, tendo sido conseguido o resultado através do polvilhar de pó de ouro sobre uma camada de laca fresca desenhando o resultado pretendido. Como finalização do conjunto e unificação da laca com os elementos metálicos foi aplicada uma última camada de verniz, que, uma vez seca, terá sido polida.

### Mon
O mon, ou emblema, é, tal como o monshō, omondokoro e o kamon, um elemento simbólico de heráldica japonesa. Um mon pode ser utilizado para representar qualquer coisa, ao contrário do mondokoro e do kamon que são usados unicamente para simbolizar famílias. Este emblema simbólico tem uma função semelhante à dos brasões na heráldica europeia.
O recurso a este elemento figurativo tem início no século XII, quando a heráldica foi implantada no Japão como uma ferramenta de distinção, sobretudo em batalhas. O mesmo é visível em bandeiras (nobori, uma‐jirushi e sashimoto, esta última utilizada na armadura samurai), tendas, vestuário e demais acessórios, dos quais o namban boshi nos surge como um óptimo exemplo. Apesar de inicialmente o mon ser usado, tal como na heráldica da Europa, apenas por aristocratas, progressivamente o seu uso estendeu‐se e ultrapassou qualquer barreira social.
O mon que podemos observar na frente do namban boshi, mais conhecido como Maru ni Tachi Omodaka mon, não foge a esta descrição, pois era utilizado por três grandes famílias de daimios (daimyō) com fortes relações com o poder político vigente e sobre as quais a presença de famílias portuguesas no Japão terá exercido alguma influência. Mais concretamente, essas famílias japonesas trata-se dos Mizuno de Numazu, descendentes da família Minamoto, daimios de Soruga, dos Okudaira de Nakatsu, descendentes da Murakami Genji, daimios de Buzen, e dos Matsudaira, família a que pertenceu o xogum (xógun) Tokugawa Ieyasu.
Formalmente, o Maru ni Tachi Omodaka caracteriza‐se, primeiro, tal como o termo japonês “maru ni” (em círculo) o indica, por ser envolto num círculo, forma geométrica dentro da qual se desenvolvem três elementos vegetalistas. Um central, que domina a composição, trilobado em forma de ponta de flecha, e dois laterais, enquadrando‐o, caules dos quais se desenvolvem, de cada um, cinco flores, também trilobadas, embora não no mesmo formato de folha que as do elemento central. Trata‐se de uma, pois existem várias, das representações estilizadas, que são possíveis de encontrar, da planta Alisma plantago‐aquatica. É uma planta que pode ser facilmente encontrada na latitude japonesa, nomeadamente, pelas suas características, nos arrozais.

## Considerações
O namban boshi assume‐se como uma das peças mais fascinantes da colecção de que hoje faz parte e tal não acontece por ausência de demais peças igualmente dignas de fascínio. Tal decorre, primeiro, do carácter único que encerra, pois não se conhece outra peça de semelhante tipologia e, segundo, por um leque de questões que levanta e para as quais nem sempre se vislumbram respostas fáceis ou sequer qualquer informação com contornos suficientes para podermos considerar como resposta a uma questão colocada.
Se tivermos em linha de conta todas as variáveis que o namban boshi comporta, essas questões começam a surgir. Importa, antes de mais, ter em conta que a sua designação japonesa de boshi é traduzida tanto por “protecção” como por “chapéu”. Se com a primeira definição, por mais vasta e vaga, podemos encontrar concordância, o mesmo não se passa com a segunda em relação às tipologias, como vimos na análise formal, presentes no namban boshi, que nos remetem de imediato para o capacete (kabuto) da armadura samurai. No entanto, se o fim é bélico, não se apresenta lógico que esse mesmo elemento de protecção seja feito dum material como a laca, cuja fragilidade poria em causa a sua função ao primeiro embate. Esse papel defensivo fica completamente posto de parte, por inexistente, perante a horizontalidade da aba. O detalhe, que um olhar demasiado ocidentalizante, poderia também colocar de se estar a dedicar um material de grande beleza e efeito estético a um campo de batalha é de imediato posto de parte, pois, se há geografia onde a guerra envolve todo um ritual e se trata de uma arte é no Japão.
Contudo, não estamos tão longe deste último ponto do ritual quanto isso. Um dos fenómenos mais interessantes deste século de presença portuguesa foi toda a introdução dos namban‐jin na cultura nipónica, que vai desde a sua representação pictórica, nomeadamente em suporte de biombo (byōbu) e rolo (emaki), até encenações nas quais japoneses se vestem, mascaram, de namban‐jin e imitam os hábitos e gostos destes. Tal decorreria em cerimónias de diferente índole e sabemo‐lo pela representação das mesmas nos suportes supramencionados. Por exemplo, no biombo Hõkuku sairei‐zu (1604), onde se representa a celebração do sétimo aniversário da morte de Toyotomi Hideyoshi, ele próprio um aficionado do mascarar de namban, podemos observar muitos dos participantes vestidos dessa forma. Situação em tudo idêntica, mas em relação a Tokugawa Ieyasu, encontramos no rolo Tõshõsha Engi, onde os cronistas tõjin envergam o mesmo tipo de vestes. Semelhante ocorrência dá‐se na representação de um festival no rolo Tsu Hachiman sairei (1635), assim como no biombo de Itsukushima (período Edo), no qual podemos observar um cortejo de gente, possivelmente japonesa, vestida de namban‐jin. Outros dois exemplos são os do biombo Chikujõ‐zu, representando uma cena de construção, ainda que a sua atmosfera seja mais de festa, de um castelo fortificado por inúmeros participantes vestidos à moda namban, e de um outro biombo, este de duas folhas, em que se identifica um ritual budista, A Bon Festival Dancing (princípio do período Edo), que celebra a partida do espírito dos mortos, no qual se encontram, uma vez mais, personagens utilizando trajes namban.
Quando conjugadas as variáveis apresentadas com estes registos, a nossa intuição leva‐nos a ponderar seriamente esses rituais como uma forte possibilidade para a aplicação do namban boshi. Se assim o entendermos, a realidade contemporânea japonesa não se encontra tão remotamente distante desses tempos quanto isso. O exemplo disso surge‐nos, a par do mon, que, como já tivemos oportunidade de mencionar, ultrapassou todos os obstáculos sociais e hoje podemos encontrá‐los desde a bandeira nacional do Japão, passando por uma grande marca até à mais pequena loja de bairro, na actividade do kosupure, mais conhecida no mundo ocidental pelo neologismo cosplay (de costume play). Esta prática pode ser descrita como a representação de um personagem ou ideal. Contudo, evidentemente, hoje em dia com um referente completamente diferente daquele a que se recorria no século namban. Outro caso que poderá
reforçar essa ligação japonesa com o seu passado, neste campo, são as anuais paradas históricas, nas quais são recriadas o mesmo imaginário namban.
Finalizando, este namban boshi, que se trata, perante todos os factores enunciados, de uma encomenda para o mercado interno, assume‐se, ainda mais do que quando o havíamos referido no início deste trabalho, como uma peça plena de desafios, muitos dos quais ainda aquém de serem conquistados, e fascínios, que vão muito para além da beleza da sua laca na qual podemos ver, sim, o reflexo do nosso rosto pleno de curiosidade e interrogações.